# ۱۴۲۷ (میلادی)
۱۴۲۷ (میلادی) هزار و چهارصد و بیست و هفتمین سال تقویم میلادی است.

## درگذشتگان
‎